# Javorník (Jeseníki járás)
Javorník (németük: Jauernig) város Csehországban, a Jeseníki járásban. Javorník Bílá Voda, Uhelná és Bernartice településekkel határos. Lakosainak száma 2586 fő (2024. január 1.).

## Népesség
A település lakosságának változását az alábbi diagram mutatja:
| Lakosok száma | 5816 | 5770 | 5099 | 2651 | 2948 | 2947 | 2788 | 2768 | 2607 | 2586 |
|               | 1869 | 1890 | 1921 | 1950 | 1980 | 2001 | 2017 | 2019 | 2022 | 2024 |